# Limonia viridicolor
Limonia viridicolor är en tvåvingeart som beskrevs av Alexander 1955. Limonia viridicolor ingår i släktet Limonia och familjen småharkrankar.
Artens utbredningsområde är Madagaskar. Inga underarter finns listade i Catalogue of Life.